# Departamento de Transporte de la Ciudad de Nueva York
El Departamento de Transporte de la Ciudad de Nueva York o en inglés New York City Department of Transportation (NYCDOT o DOT) es responsable del manejo de la infraestructura de transporte de la Ciudad de Nueva York. Janette Sadik-Khan es el actual comisionado del Departamento de Transporte, y fue elegido por el alcalde Michael Bloomberg el 27 de abril de 2007.
La responsabilidad del departamento incluye el mantenimiento diario de las calles de la ciudad, carreteras, puentes y acera. El Departamento de Transporte también es responsable de instalar y mantener los letreros de las calles de la ciudad tanto como los de calles como los de tráfico y semáforos. El DOT supervisa las calles, repara postes de tendido eléctrico, la instalación de parquímetros y el cuidado de la red municipal de estacionamiento público. El DOT también opera el Staten Island Ferry. 
El departamento opera los viejos puentes sobre el Río Este — el Puente de Brooklyn, el Puente de Manhattan, el Puente de Williamsburg y el Puente Queensboro (Puente de la Calle 59) — al igual que los pequeños puentes a lo largo de la ciudad.  Otros importantes puentes son operados por la Triborough Bridge and Tunnel Authority, Autoridad Metropolitana del Transporte o la Autoridad Portuaria de Nueva York y Nueva Jersey.
El DOT es también el departamento de la ciudad encargada de velar por asuntos relacionados con el transporte, como contratos para servicios especiales educativos. El DOT también se encarga de proveer seguridad a ciclistas al colocar letreros.